# Aleksandr Arkad'evič Litvinov
Aleksandr Arkad'evič Litvinov (Baku, 15 luglio 1891 – Ekaterinburg, 6 maggio 1968) è stato un regista cinematografico russo.

## Filmografia (parziale)

### Regista
- Na raznych beregach (1926)